# Indian Wells
Indian Wells er en amerikansk by beliggende i Riverside County, Californien. Den blev grundlagt i 1967, og havde i juli 2017 5.404 indbyggere.
Byen er kendt for verdens sjettestørste tennisturnering Indian Wells Masters, der bliver spillet på verdens andenstørste tennisstadion, Indian Wells Tennis Garden.